# Ника (кинопремия, 2006)
19-я церемония вручения наград национальной кинематографической премии «Ника» за заслуги в области российского кинематографа за 2005 год состоялась 17 марта 2006 года в Центральном академическом театре Российской армии.

## Статистика
Фильмы, получившие несколько номинаций
| Фильм                       | номинации | победы |
| --------------------------- | --------- | ------ |
| • 9 рота                    | 7         | 3      |
| • Garpastum                 | 7         | 2      |
| • Космос как предчувствие   | 5         | 2      |
| • Итальянец                 | 5         | 1      |
| • Солнце                    | 4         | 1      |
| • Коля — перекати поле      | 3         | 2      |
| • Статский советник         | 3         | 1      |
| • Красное небо. Чёрный снег | 2         | -      |

## Список лауреатов и номинантов

### Основные категории
• Победители выделены отдельным цветом. 
| Категории                           | Лауреаты и номинанты |
| ----------------------------------- | --- |
| Лучший игровой фильм                | • 9 рота (режиссёр: Фёдор Бондарчук, продюсеры: Елена Яцура, Сергей Мелькумов, Александр Роднянский) |
| Лучший игровой фильм                | • Garpastum (режиссёр: Алексей Герман мл., продюсер: Александр Вайнштейн) |
| Лучший игровой фильм                | • Итальянец (режиссёр: Андрей Кравчук, продюсер: Андрей Зерцалов) |
| Лучший игровой фильм                | • Космос как предчувствие (режиссёр и продюсер: Алексей Учитель) |
| Лучший игровой фильм                | • Солнце (режиссёр: Александр Сокуров, продюсеры: Игорь Калёнов, Андрей Сигле, Марко Мюллер) |
| Лучший фильм стран СНГ и Балтии     | • Тбилиси-Тбилиси ( Грузия) режиссёр: Леван Закарейшвили |
| Лучший фильм стран СНГ и Балтии     | • Девичий пастух ( Узбекистан) режиссёр: Юсуп Разыков |
| Лучший фильм стран СНГ и Балтии     | • Опасно свободный человек ( Украина) режиссёр: Роман Ширман |
| Лучший фильм стран СНГ и Балтии     | • Прогулка в Карабах ( Грузия) режиссёр: Леван Тутберидзе |
| Лучший фильм стран СНГ и Балтии     | • Семь человек-невидимок ( Литва, Франция, Португалия) режиссёр: Шарунас Бартас |
| Лучший неигровой фильм              | • Блокада (режиссёр: Сергей Лозница) |
| Лучший неигровой фильм              | • Георгий Жжёнов: Русский крест. Фильм 3. Последние могикане (режиссёр: Сергей Мирошниченко) |
| Лучший неигровой фильм              | • Фрида на фоне Фриды (режиссёр: Наталия Назарова) |
| Лучший анимационный фильм           | • Каштанка (режиссёр: Наталья Орлова) |
| Лучший анимационный фильм           | • проект «Гора самоцветов» (художественный руководитель: Александр Татарский): Как обманули змея (режиссёр: Андрей Кузнецов), Как пан конём был (режиссёр: Валентин Телегин), Кот и лиса (режиссёр: Константин Бронзит), Лиса-сирота (режиссёр: Сергей Гордеев), Про барана и козла (режиссёр: Наталья Березовая), Про ворона (режиссёр: Алексей Алексеев), Про Ивана-дурака (режиссёры: Михаил Алдашин, Олег Ужинов), Толкование сновидений (режиссёр: Валентин Телегин), Умная дочка (режиссёр: Елена Чернова), Шейдулла-лентяй (режиссёры: Сергей Гордеев, Рим Шарафутдинов), Жадная мельничиха (режиссёр: Милана Федосеева) |
| Лучший анимационный фильм           | • Жук, корабль, абрикос (режиссёр: Юлия Аронова) |
| Лучшая режиссёрская работа          | • Алексей Герман мл. за фильм «Garpastum» |
| Лучшая режиссёрская работа          | • Фёдор Бондарчук — «9 рота» |
| Лучшая режиссёрская работа          | • Андрей Кравчук — «Итальянец» |
| Лучшая сценарная работа             | • Юрий Арабов — «Солнце» |
| Лучшая сценарная работа             | • Александр Миндадзе — «Космос как предчувствие» |
| Лучшая сценарная работа             | • Георгий Николаев и Николай Досталь — «Коля — перекати поле» |
| Лучшая сценарная работа             | • Андрей Романов — «Итальянец» |
| Лучшая мужская роль                 | • Евгений Миронов — «Космос как предчувствие» (за роль «Конька») |
| Лучшая мужская роль                 | • Никита Михалков — «Статский советник» (за роль генерала Пожарского) |
| Лучшая мужская роль                 | • Артур Смольянинов — «9 рота» (за роль рядового/мл. сержанта Олега Лютаева («Лютого»)) |
| Лучшая женская роль                 | • Алиса Фрейндлих — «На Верхней Масловке» (за роль Анны Борисовны) |
| Лучшая женская роль                 | • Марина Зубанова — «Требуется няня» (за роль Гали) |
| Лучшая женская роль                 | • Чулпан Хаматова — «Garpastum» (за роль Аницы) |
| Лучшая мужская роль второго плана   | • Сергей Баталов — «Коля — перекати поле» (за роль Феди) |
| Лучшая мужская роль второго плана   | • Сергей Гармаш — «Бедные родственники» (за роль алкаша Яши) |
| Лучшая мужская роль второго плана   | • Михаил Пореченков — «9 рота» (за роль ст. прапорщика Дыгало) |
| Лучшая женская роль второго плана   | • Ирина Розанова — «Коля — перекати поле» (за роль Вали) |
| Лучшая женская роль второго плана   | • Нина Усатова — «Красное небо. Чёрный снег» (за роль нач. госпиталя Лины Михайловны) |
| Лучшая женская роль второго плана   | • Оксана Фандера — «Статский советник» (за роль «Иглы») |
| Лучшая операторская работа          | • Юрий Клименко — «Космос как предчувствие» |
| Лучшая операторская работа          | • Дмитрий Долинин — «Красное небо. Чёрный снег» |
| Лучшая операторская работа          | • Олег Лукичев — «Garpastum» |
| Лучшая музыка к фильму              | • Дато Евгенидзе — «9 рота» |
| Лучшая музыка к фильму              | • Гия Канчели — «Национальная бомба» |
| Лучшая музыка к фильму              | • Александр Кнайфель — «Итальянец» |
| Лучшая работа звукорежиссёра        | • Кирилл Василенко — «9 рота» |
| Лучшая работа звукорежиссёра        | • Ян Потоцкий — «Не хлебом единым» |
| Лучшая работа звукорежиссёра        | • Сергей Соколов и Владимир Егоров — «Garpastum» |
| Лучшая работа художника             | • Владимир Аронин — «Статский советник» |
| Лучшая работа художника             | • Елена Жукова — «Солнце» |
| Лучшая работа художника             | • Сергей Ракутов и Георгий Кропачёв — «Garpastum» |
| Лучшая работа художника по костюмам | • Елена Малич — «Garpastum» |
| Лучшая работа художника по костюмам | • Галина Деева — «Космос как предчувствие» |
| Лучшая работа художника по костюмам | • Лидия Крюкова — «Солнце» |
| Открытие года                       | • Андрей Кравчук (режиссёр) — «Итальянец» |
| Открытие года                       | • Фёдор Бондарчук (режиссёр) — «9 рота» |
| Открытие года                       | • Павел Санаев (режиссёр) — «Последний уик-энд» |

### Специальные награды
- Приз «Честь и достоинство» — Марлен Мартынович Хуциев.
- Приз «За вклад в кинематографические науки, критику и образование» — Нея Марковна Зоркая.
- Специальный приз Совета Академии «За творческие достижения в искусстве телевизионного кинематографа» — Глеб Анатольевич Панфилов — «В круге первом».